# Cincinnatia wekiwae
Cincinnatia wekiwae är en snäckart som beskrevs av F. G. Thompson 1968. Cincinnatia wekiwae ingår i släktet Cincinnatia och familjen tusensnäckor. Inga underarter finns listade i Catalogue of Life.